# Turgut Haci Zeyrek
Turgut Haci Zeyrek (* 1967) ist ein türkischer Klassischer Archäologe.

## Leben
Zeyrek studierte von 1984 bis 1988 Klassische Archäologie an der Universität Istanbul.
Von 1990 bis 1994 war Zeyrek als Archäologe am Museum von Bursa, später am Museum von Bodrum tätig. Seit 1994 lehrte er als wissenschaftlicher Mitarbeiter an der Universität Istanbul und war bei den Grabungen von Perge tätig. 2002 erfolgte die Promotion bei Haluk Abbasoğlu mit einer Arbeit zum Thema "Perge Doğu Konut Alanı / Wohnhäuser von Perge". 2006 wurde er in Istanbul zum Dozenten ernannt. Von 2007 bis 2012 vertrat er die Professur für Klassische Archäologie an der Universität Gaziantep, wurde dort 2012 zum Professor ernannt und ist seit dem 20. September 2012 Professor an der Karadeniz Teknik Üniversitesi in Trabzon.
Seit 2009 leitet er die Ausgrabungen in Hierapolis Kastabala  bei Osmaniye in Kilikien. Daneben beschäftigt er sich vorrangig mit der Archäologie von Kommagene, aber auch mit Archäologie im Bereich der Schwarzmeerküste der Türkei.